# 田韦皋
田韦皋（？—？），土家族，巴东新化（今湖北巴东）人，元朝政治人物，中进士。官拜金紫光禄大夫，领秦（今甘肃天水）万（今重庆万县）溪（今湖南永顺）容四州军事，修巴东建始之桥。因累世同居，被朝廷称为义林门。